# Saint Peter Basseterre
Saint Peter Basseterre är en parish i Saint Kitts och Nevis. Den ligger i den centrala delen av landet, 3 km norr om huvudstaden Basseterre. Antalet invånare är 2 262. Arean är 21,0 kvadratkilometer. Saint Peter Basseterre ligger på ön Saint Christopher.
Huvudort är Monkey Hill. Utanför Saint Peter Basseterre finns viken Half Moon Bay.